# Office central de lutte contre le trafic des biens culturels
L’Office central de lutte contre le trafic des biens culturels (parfois abrégé en OCBC) est le service  de police judiciaire français chargé de la recherche des biens culturels (notamment les œuvres d'art) volés à des particuliers ou des institutions culturelles (musées par exemple), ainsi que de la lutte contre la contrefaçon en matière artistique, et notamment des infractions de tromperie et d'escroquerie qui en découlent. C'est un service spécial de la Sous-direction de la lutte contre la criminalité organisée (SDLCO) de la Direction Centrale de la Police Judiciaire.
Le travail de cette brigade spécialisée (constituée d'une trentaine d'agents) s'appuie notamment sur l'outil de reconnaissance des œuvres Treima (Thésaurus de Recherche Électronique et d'Imagerie en Matière Artistique).

## Données sur le trafic des biens culturels
Le trafic illicite des biens culturels est souvent cité par les médias comme le troisième trafic dans le monde après celui des drogues et des armes mais le manque de données (Interpol déplore à ce titre un déficit de remontée d'information) rend ce classement incertain. Ce trafic revêt deux aspects principaux : le vol et recel (l'origine du bien) ; la contrefaçon, tromperie et escroquerie (la nature du bien).
En ce qui concerne le motif du vol, les médias citent souvent en premier des collectionneurs fous qui commanditent ou réalisent eux-mêmes le vol et le cachent dans un coffre-fort mais il n'y a encore aucune preuve tangible de ce fait (par exemple Stéphane Breitwieser, « l'Arsène Lupin des musées », n'est pas à proprement parler un « collectionneur coffre-fort »). Dans la plupart des cas, les voleurs pratiquent l'artnapping ou se servent des œuvres d'art comme monnaie d'échange : gage dans le cadre d'un trafic de drogue, arguments pour négocier avec la police.
Selon les informations parvenues au Secrétariat général d'Interpol, les pays les plus touchés sont la France, la Pologne, la Russie, l'Allemagne et l'Italie, 80 % des vols concernant les domaines privés.
Le trafic d'œuvres d’art passe principalement par la vente à des musées ou des collectionneurs privés par des marchands d'art et par le marché de l'art londonien dominé par les sociétés internationales de vente aux enchères d’œuvres d’art Christie's ou Sotheby's, comme les accusent le ministre britannique de la culture Kim Howells, les ventes s'y faisant sur catalogue qui n'a aucune valeur juridique et lorsque le forfait dans un pays étranger est avéré, il faut un accord bipartite entre la Grande-Bretagne et le pays d'où vient l'objet,,. Selon un rapport en 2000 du McDonald Institute for Archaeological Research (en), entre 60 et 75 % des œuvres d’art antiques proposées à la vente aux enchères de Londres n'ont pas de publication rendant compte de leur provenance et sont donc probablement issues de fouilles illégales et clandestines, notamment en Irak, Italie, Inde, Chypre, Crète ou en Égypte. Pour se prémunir contre des ventes issues de ce trafic et qui peuvent se faire à leur insu, Sotheby's s'est dotée d'un département des restitutions et Christie's d'un cabinet d'avocats qui analysent la provenance de toutes les œuvres d’art. Elles ont également contribué à l'élaboration de l'Art Loss Register (Registre des œuvres d'art perdues), tout objet volé répertorié dans ce registre étant exclu de leur catalogue.
La législation française s'est durcie en 2008 : le vol ou le recel d'œuvres d'art est devenu une circonstance aggravante, on encourt désormais de trois à sept ans de prison, assortis d'amendes élevées. Ces mises en place ont permis de baisser considérablement les vols. Le nombre de faits de vols de biens culturels en France est en effet redescendu en 2009 à 1 751 cas recensés par les services du ministère de la Culture et de la Communication (en lien avec l'OCBC et le Service technique de recherches judiciaires et documentation), alors qu'il a culminé en 1998 avec 7 857 cas, la majorité ayant lieu dans des habitations privées (6 230 cas), des châteaux et grandes demeures (1 266 cas), le vol dans les lieux de culte, les galeries, magasins ou lieux de culte étant plus faibles.

## La base Palissy
L'OCBC, utilise aussi pour ses investigations, les accès aux notices d'œuvres d'art, stockées dans la base Palissy en ce qui concerne les collections publiques, et les Monuments historiques.
Sur les 114 765 notices en février 2007, 
- 1 584 notices concernent des œuvres volées, y compris partiellement : une statue dans un retable, un panneau de triptyque, etc.
- 1 380 notices relatives aux œuvres disparues qui n’ont pas donné lieu à des dépôts de plainte mais que l’on retrouve parfois sur le marché de l’art[13].

## Dans la fiction
La série policière française intitulée L'Art du crime, créée par Angèle Herry-Leclerc et Pierre-Yves Mora en 2017 et diffusée sur France 2, se déroule au sein de l'OCBC. Les enquêtes se déroulent dans le milieu artistique et la clé de l'énigme réside dans une œuvre d'art.
L'OCBC apparaît également en toile de fond dans les romans policiers des célèbres auteurs Giacometti et Ravenne, puisque le personnage principal, le commissaire Antoine Marcas, dirige ce prestigieux service.